# FC Mendrisio
Der FC Mendrisio ist ein in Mendrisio im Kanton Tessin beheimateter Schweizer Fussballverein. Zwischen 1966 und 1982 hatte der FC Mendrisio, auch Momò genannt, unter dem Namen FC Mendrisiostar einen hohen Erkennungswert. Der heutige Viertligist verbrachte zwischen 1948 und 1985 insgesamt 17 Jahre in der zweithöchsten Spielklasse, der damaligen Nationalliga B, und erreichte 1971 gar den Halbfinal des Schweizer Cups.

## Geschichte

Wappen des FC Mendrisio (bis 1982)

1912 wurde der FC Mendrisio gegründet, aber bereits 1918 wieder aufgelöst. Doch schon zwei Jahre später, 1920, folgte die Wiedergründung als AC Mendrisio – der Verein ging allerdings bereits 1923 in Konkurs.
1924 erfolgte eine erneute Wiedergründung, diesmal unter dem Namen FC Speranza Mendrisio. Bald nannte sich der neue Verein aber wieder nur noch FC Mendrisio.
Im Juli 1966 erfolgte die Fusion mit dem Stadtrivalen FC Star (gegründet 1957) zum FC Mendrisiostar. Diesen Namen behielt der Verein bis 1982 bei, als er sich wieder nur noch schlicht FC Mendrisio nannte. Am 2. Juni 2006 erfolgte eine Fusion mit dem 1958 gegründeten Viertligisten FC Stabio, einem Verein aus der Nachbargemeinde Stabio, zum FC Mendrisio-Stabio. Im Jahr 2012 folgte die erneute Umbenennung zu FC Mendrisio.
Seit dem Abstieg 2019 aus der 1. Liga spielte Mendrisio in der fünftklassigen 2. Liga interregional. In der Saison 2023/24 gelang der Aufstieg in die viertklassige 1. Liga.

## Sportliche Höhepunkte
1948 erfolgte unter dem italienischen Trainer Aventino Zamboni erstmals der Aufstieg in die zweite Spielklasse, seinerzeit Nationalliga B genannt. Die Tessiner konnten sich aber nur vier Jahre bis 1952 dort halten.
Der Wiederaufstieg erfolgte erst 1968. Der Abstieg liess diesmal sieben Jahre, bis 1975, auf sich warten. In dieser Zeit, die wohl als die Blütezeit der Mannen aus Mendrisio betrachtet werden muss, gelang 1971 sogar ein Vordringen in den Halbfinal des Schweizer Cups. Dort gebot aber der Erstligist FC Lugano unter Rekord-Trainer Albert Sing mit «Atom-Otto» Luttrop Mendrisiostar Einhalt und besiegte die Kantonsgenossen auf deren Platz nach torloser erster Halbzeit noch mit 2:0. Es war auch in jener Ära, in welcher der spätere Nationalspieler Claudio Sulser bis 1973 die ersten Schritte einer grossen Karriere bei Mendrisiostar machte.
Nach dem Abstieg 1975 stieg Mendrisiostar sofort wieder auf, konnte sich aber nur ein Jahr oben halten. In der Saison 1979/80 spielte der legendäre, bereits 41 Jahre alte brasilianisch-italienische Weltmeister José Altafini bei den Tessinern, die mit ihm den erneuten Aufstieg schafften. Diesmal überlebten sie das erste Jahr, aber nur weil die Liga von 14 auf 16 Teams erweitert wurde. 1985, knapp vierzig Jahre nach dem erstmaligen Aufstieg, verabschiedete sich der nun FC Mendrisio genannte Verein zum vorläufig letzten Mal aus der zweiten Spielklasse. Dabei hatten die Tessiner mit 39:37 Treffern eine positive Tordifferenz, waren aber einen Punkt schlechter als die Konkurrenz vom FC Laufen aus dem Kanton Basel-Landschaft.

Vereinswappen des FC Stabio (bis 2006)

### Erfolge des FC Stabio
Sportlicher Höhepunkt des FC Stabio war die Saison 1991/92, als der Verein in die dritte Spielklasse aufstieg. Als Vorletzter musste er sich aber sogleich wieder verabschieden. Im Cup gelang der Mannschaft aus Stabio ein Achtungserfolg, als sie in der Saison 2003/04 in der ersten Runde in einem Bezirksderby den Zweitligisten FC Chiasso mit einem 3:2-Sieg nach Verlängerung ausschalten konnte. An jenem Tag zählten Clementi, der mit einem Doppelschlag in der 17. und 18. Minute einen 2:0-Vorsprung zur Halbzeit herausschoss, sowie Pelizzari, der in der 105. Minute per Elfmeter den Sieg sicherte, zu den Helden. In der nächsten Runde kam allerdings mit einer 0:2-Heimniederlage gegen den Erstligisten FC Thun das Aus.

## Stadion
Der Verein trägt seine Heimspiele im Stadio Comunale in Mendrisio aus, welches rund 4000 Stehplätze und 260 Sitzplätze hat.

## Bekannte Spieler
- Joseph Benkö (1969–1973), der in der Schweiz assimilierte Österreicher spielte für Wettingen, Baden, Young Fellows, FC Zürich, Thun und Bellinzona, ehe er 1969 in die NLB zu Mendrisiostar wechselte, wo er in 79 NLB-Partien 17 Tore erzielte.
- Claudio Sulser (1972–1973), torgefährlicher 49-facher Nationalspieler, begann seine Karriere bei Mendrisiostar, ehe er 1973 Abschied nahm und über Vevey-Sports zum Grasshopper-Club Zürich wechselte, wo er zahlreiche Erfolge feierte.
- José Altafini (1979–1980), brasilianisch-italienische Stürmerlegende, Weltmeister 1958 und bis dato vierterfolgreichster Torschütze der Serie A, verbrachte 1979/80 das letzte Jahr seiner Spielerkarriere mit Mendrisiostar in der dritten Liga.
- Dario Rota (1990–1994, 2007–2009), 3-facher Schweizer Nationalspieler. Der physisch starke und bissige defensive Mittelfeldabräumer begann seine Karriere beim FC Mendrisio, ehe er über Chiasso und Locarno 1998 zum FC Lugano wechselte, wo er bis zum Konkurs 2002 eine erfolgreiche Zeit erlebte. Spielte danach für Luzern, nochmals für Lugano und kehrte 2007 zum Ende der Karriere nach Mendrisio zurück.
- Valon Behrami (1993–1997), der Kosovoflüchtling wuchs in Stabio auf und machte zwischen 2. Oktober 1993 und 21. August 1997 seine ersten fussballerischen Gehversuche in der Jugend des FC Stabio. Danach Profi in Italien bei Genua, Hellas Verona Lazio Rom, Fiorentina, Napoli, Udinese, in England bei West Ham United und in Deutschland beim Hamburger SV. Erster Schweizer Spieler, der vier Mal an einer Weltmeisterschaft teilnahm (2006, 2010, 2014, 2018), dazu kommen die Europameisterschaften 2008 und 2016.
- Alessandro Minelli (2001–2002), der Innenverteidiger liess seine Karriere nach Stationen bei Chiasso, Luzern und Locarno ab 2001 bei Mendrisio ausklingen. 2021–2022 war er Cheftrainer des FC Mendrisio.
- Antonio Esposito (2004–2005), 3-facher Schweizer Nationalspieler und Champions-League-Teilnehmer mit dem Grasshopper Club Zürich, verbrachte 2004 das vorletzte Jahr seiner Karriere bei Mendrisio, ehe er zum Ausklang seiner Karriere noch zum AC Lugano wechselte.
- Antoine Rey (seit 2019), der kleingewachsene Mittelfeldterrier aus Epalinges VD spielte für Lausanne-Sport, Lugano und Chiasso, ehe er im Januar 2019 seine Profikarriere beendete und sich dem FC Mendrisio anschloss.

## Statistische Zusammenfassungen

### Platzierungen in der Nationalliga B
- 1948–1952: 8., 8., 12., 13.
- 1968–1975: 9., 4., 4., 7., 6., 11., 12.
- 1976–1977: 15.
- 1980–1985: 13., 6., 11., 7., 14.